# Svitle, Ceaplînka
Svitle (în ucraineană Світле) este un sat în comuna Hrestivka din raionul Ceaplînka, regiunea Herson, Ucraina.

## Demografie
Componența lingvistică a localității Svitle
     Ucraineană (89,71%)
     Rusă (8,82%)
     Română (1,47%)
Conform recensământului din 2001, majoritatea populației localității Svitle era vorbitoare de ucraineană (89,71%), existând în minoritate și vorbitori de rusă (8,82%) și română (1,47%).